# Arrondissement de Rennes
L'arrondissement de Rennes est une division administrative française située dans le département d'Ille-et-Vilaine et la région Bretagne. Il comprend 641 930 habitants en 2022.

## Histoire

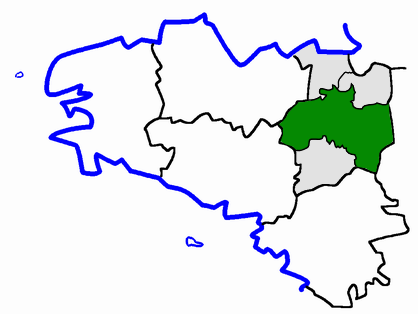
Situation du territoire de l'arrondissement de 1926 à 2010.
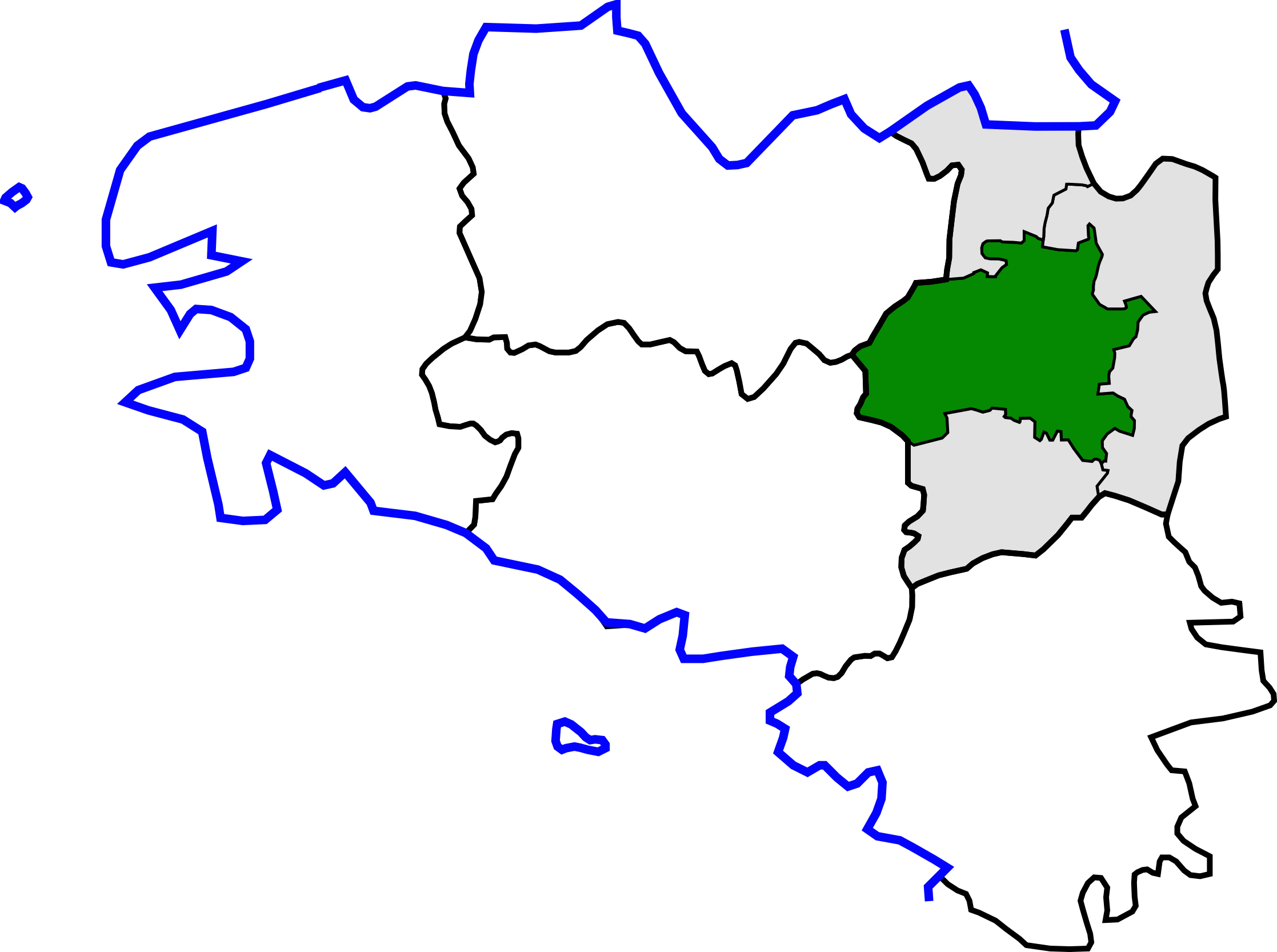
Situation du territoire de l'arrondissement de 2010 à 2016.

En 1926, les arrondissements de Vitré et Monfort-sur-Meu sont rattachés à l'arrondissement de Rennes.
Au 1er octobre 2010, les cantons de l'ancien arrondissement de Vitré sont détachés de l'arrondissement de Rennes pour être rattachés aux cantons de l'arrondissement de Fougères pour former l'arrondissement de Fougères-Vitré.

## Composition

### Composition de 2010 à 2016
Liste des cantons de l'arrondissement de Rennes (découpage d'avant 2015) :
- canton de Bécherel ;
- canton de Betton ;
- canton de Bruz ;
- canton de Cesson-Sévigné ;
- canton de Châteaugiron ;
- canton de Hédé ;
- canton de Janzé ;
- canton de Liffré ;
- canton de Montauban-de-Bretagne ;
- canton de Montfort-sur-Meu ;
- canton de Mordelles ;
- canton de Plélan-le-Grand ;
- canton de Rennes-Bréquigny ;
- canton de Rennes-Centre ;
- canton de Rennes-Centre-Ouest ;
- canton de Rennes-Centre-Sud ;
- canton de Rennes-Est ;
- canton de Rennes-le-Blosne ;
- canton de Rennes-Nord ;
- canton de Rennes-Nord-Est ;
- canton de Rennes-Nord-Ouest ;
- canton de Rennes-Sud-Est ;
- canton de Rennes-Sud-Ouest ;
- canton de Saint-Aubin-d'Aubigné ;
- canton de Saint-Méen-le-Grand.

### Composition depuis 2017
La composition de l'arrondissement est modifiée par l'arrêté du 23 décembre 2016 prenant effet au 1er janvier 2017.
Au 1er janvier 2024, l'arrondissement groupe les 109 communes suivantes :
1. Acigné
2. Andouillé-Neuville
3. Aubigné
4. Bécherel
5. Bédée
6. Betton
7. Bléruais
8. Boisgervilly
9. La Bouëxière
10. Bourgbarré
11. Bréal-sous-Montfort
12. Brécé
13. Breteil
14. Bruz
15. Cesson-Sévigné
16. Chantepie
17. La Chapelle-Chaussée
18. La Chapelle-des-Fougeretz
19. La Chapelle du Lou du Lac
20. La Chapelle-Thouarault
21. Chartres-de-Bretagne
22. Chasné-sur-Illet
23. Châteaugiron
24. Chavagne
25. Chevaigné
26. Cintré
27. Clayes
28. Corps-Nuds
29. Le Crouais
30. Domloup
31. Dourdain
32. Ercé-près-Liffré
33. Feins
34. Gaël
35. Gahard
36. Gévezé
37. Gosné
38. Guipel
39. L'Hermitage
40. Iffendic
41. Irodouër
42. Laillé
43. Landujan
44. Langan
45. Langouet
46. Liffré
47. Livré-sur-Changeon
48. Maxent
49. Médréac
50. Melesse
51. La Mézière
52. Mézières-sur-Couesnon
53. Miniac-sous-Bécherel
54. Montauban-de-Bretagne
55. Monterfil
56. Montfort-sur-Meu
57. Montgermont
58. Montreuil-le-Gast
59. Montreuil-sur-Ille
60. Mordelles
61. Mouazé
62. Muel
63. La Nouaye
64. Nouvoitou
65. Noyal-Châtillon-sur-Seiche
66. Noyal-sur-Vilaine
67. Orgères
68. Pacé
69. Paimpont
70. Parthenay-de-Bretagne
71. Piré-Chancé
72. Plélan-le-Grand
73. Pleumeleuc
74. Pont-Péan
75. Quédillac
76. Rennes
77. Le Rheu
78. Romillé
79. Saint-Armel
80. Saint-Aubin-d'Aubigné
81. Saint-Aubin-du-Cormier
82. Saint-Erblon
83. Saint-Germain-sur-Ille
84. Saint-Gilles
85. Saint-Gondran
86. Saint-Gonlay
87. Saint-Grégoire
88. Saint-Jacques-de-la-Lande
89. Saint-Malon-sur-Mel
90. Saint-Maugan
91. Saint-Médard-sur-Ille
92. Saint-Méen-le-Grand
93. Saint-Onen-la-Chapelle
94. Saint-Péran
95. Saint-Pern
96. Saint-Sulpice-la-Forêt
97. Saint-Symphorien
98. Saint-Thurial
99. Saint-Uniac
100. Sens-de-Bretagne
101. Servon-sur-Vilaine
102. Talensac
103. Thorigné-Fouillard
104. Treffendel
105. Le Verger
106. Vern-sur-Seiche
107. Vezin-le-Coquet
108. Vieux-Vy-sur-Couesnon
109. Vignoc

## Démographie
En 2022, l'arrondissement comptait 641 930 habitants.
| 1968    | 1975    | 1982    | 1990    | 1999    | 2006    | 2011    | 2016    | 2021    |
| ------- | ------- | ------- | ------- | ------- | ------- | ------- | ------- | ------- |
| 322 521 | 368 143 | 403 714 | 440 334 | 492 551 | 621 075 | 565 074 | 599 717 | 633 702 |

| 2022    | - | - | - | - | - | - | - | - |
| ------- | - | - | - | - | - | - | - | - |
| 641 930 | - | - | - | - | - | - | - | - |